# 博图瓦地区莱穆瓦捷
博图瓦地区莱穆瓦捷（法語：Les Moitiers-en-Bauptois，法語發音：[le mwatje ɑ̃ botwa]）是法国芒什省的一个旧市镇，属于瑟堡区。2017年，博图瓦地区莱穆瓦捷并入市镇皮科维尔。

## 地理
博图瓦地区莱穆瓦捷（49°21'55"N, 1°26'12"W）面积8.04 平方千米，位于法国诺曼底大区芒什省，该省份为法国西北部沿海省份，西、北、东北三面环大西洋，东起顺时针与卡爾瓦多斯省、奧恩省、马耶讷省和伊勒-维莱讷省接壤。
与博图瓦地区莱穆瓦捷接壤的市镇（或旧市镇、城区）包括：拉博讷维尔、克雷特维尔、埃蒂安维尔、皮科维尔、瓦朗格贝克、万德方丹。

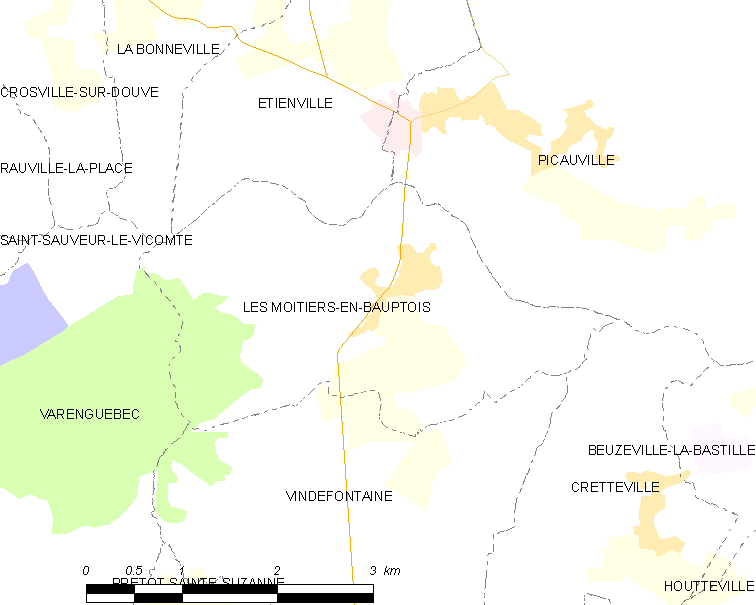
博图瓦地区莱穆瓦捷的OSM定位图

博图瓦地区莱穆瓦捷的时区为UTC+01:00、UTC+02:00（夏令时）。

## 行政
博图瓦地区莱穆瓦捷的邮政编码为50360，INSEE市镇编码为50333。

## 政治
博图瓦地区莱穆瓦捷所属的省级选区为卡朗唐莱马赖县。

## 人口

1962-2008年间博图瓦地区莱穆瓦捷人口变化图示

博图瓦地区莱穆瓦捷于2018年1月1日时的人口数量为318人。